# Cecilie Jørgensen
Cecilie Jørgensen, född Gade 1814, död 1890, var en norsk (ursprungligen dansk) skådespelerska och operasångerska. 
Cecilie Jørgensen debuterade som Cherubin i Mozarts Figaros bröllop på kungliga teatern i Köpenhamn 1830, men väckte ingen uppmärksamhet i Danmark. Hon engagerades sedan vid Christiania Theater i Kristiania i Norge, där hon debuterade som Nice i Ludovic den 9 september 1835. Hon var aktiv vid teatern fram till 1863 och beskrivs som en av dess duktigaste och mest anlitade aktörer. Hon spelade främst förnäma damer i borgerliga dramer, men var också sångerska och utförde som sådan även operaroller. Hon gifte sig med skådespelaren och operasångaren Christian Jørgensen. Hon och hennes make avslutade båda sina scenkarriärer 1863 och flyttade då till Köpenhamn.